# Taťjana Sadovská
Taťjana Kirillovna Sadovská (* 3. dubna 1966) je bývalá sovětská a ruská sportovní šermířka, která se specializovala na šerm fleretem. Sovětský svaz reprezentovala na přelomu osmdesátých a devadesátých let. Jako sovětská reprezentantka zastupovala kujbyševskou šermířskou školu, která spadala pod Ruskou SFSR. Na olympijských hrách startovala v roce 1988 a 1992 v soutěži jednotlivkyň a družstev. V soutěži jednotlivkyň vybojovala na olympijských hrách 1992 bronzovou olympijskou medaili. V roce 1991 obsadila třetí místo na mistrovství světa v soutěži jednotlivkyň. Se sovětským družstvem fleretistek vybojovala třikrát druhé místo (1989, 1990, 1991) na mistrovství světa.